# Prime Suspect (Fernsehserie)
Prime Suspect ist eine US-amerikanische Krimiserie des Senders NBC, die am 22. September 2011 Premiere feierte. Es handelt sich um eine Adaption der gleichnamigen britischen Fernsehserie, die von 1991 bis 2006 bei ITV ausgestrahlt wurde. Sie handelt von der Polizistin Jane Timoney, die versucht, sich in einer von Männern dominierten Umgebung zu beweisen.

## Handlung
Die Serie spielt in der Mordkommission des New York City Police Department (NYPD). Dort wird Detective Jane Timoney von ihren Kollegen als Außenseiterin behandelt. Sie will ihnen beweisen, dass sie ihren Job nicht wegen einer Affäre mit dem Chef bekommen hat. Obwohl sie ein guter Cop ist, wünscht sich Jane nur eins: Respekt von ihren Kollegen, den Vorgesetzten und ihrem Freund Matt inklusive seinem Sohn Owen.

## Besetzung und Synchronisation
Die deutsche Synchronisation entstand unter der Dialogregie von Marika von Radvanyi durch die Synchronfirma Scalamedia GmbH in München.

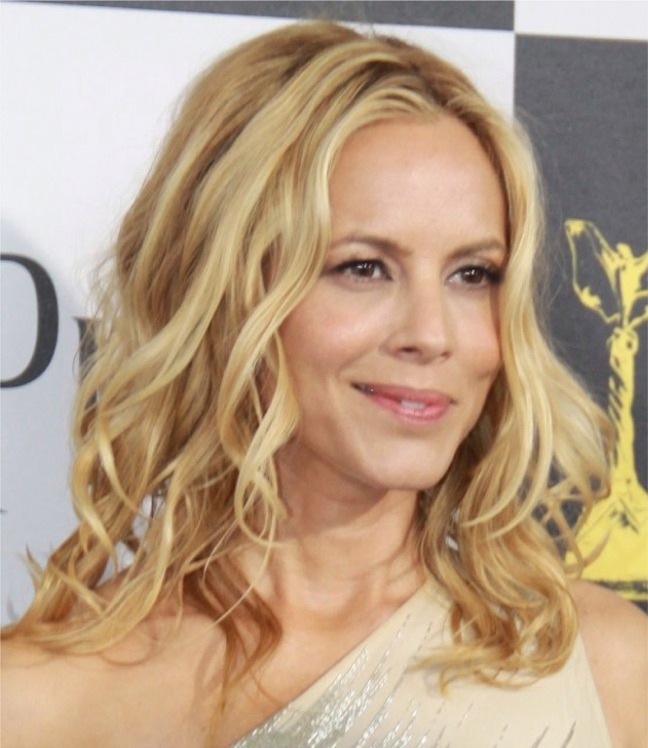
Maria Bello spielt Detective Jane Timoney
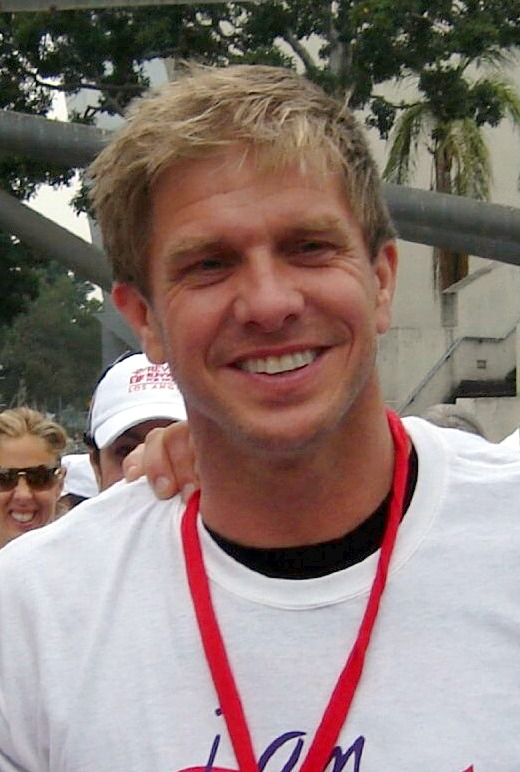
Kenny Johnson spielt Matt Webb
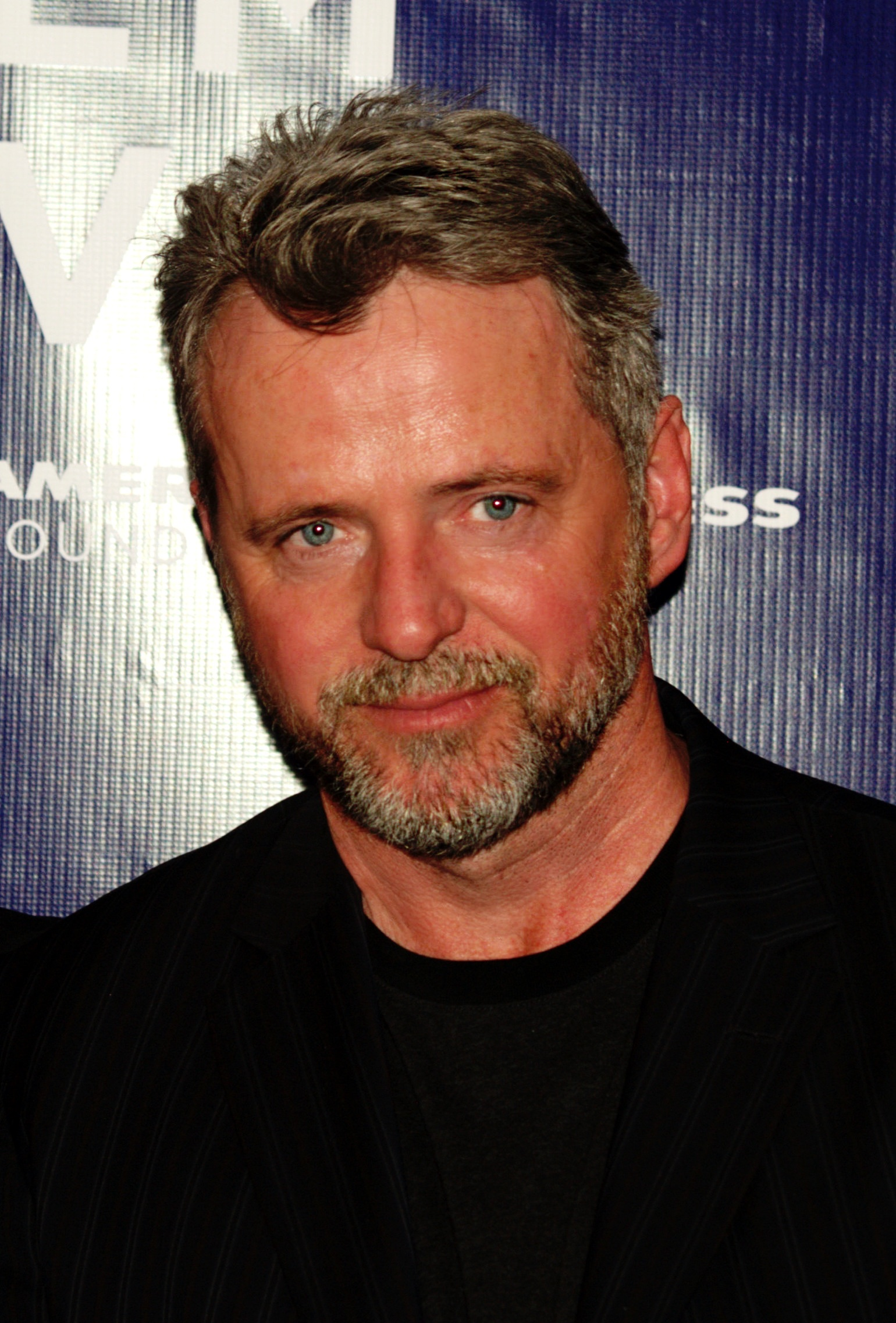
Aidan Quinn spielt Lieutenant Kevin Sweeney

| Rolle                      | Schauspieler        | Episodenanzahl | Synchronsprecher         |
| -------------------------- | ------------------- | -------------- | ------------------------ |
| Detective Jane Timoney     | Maria Bello         | 13             | Claudia Urbschat-Mingues |
| Detective Reg Duffy        | Brían F. O’Byrne    | 13             | Matthias Klie            |
| Detective Luisito Calderon | Kirk Acevedo        | 13             | Thomas Wenke             |
| Desmond Timoney            | Peter Gerety        | 13             | Wolfgang Müller          |
| Detective Augie Blando     | Tim Griffin         | 13             | Wolfgang Haas            |
| Detective Evrard Velerio   | Damon Gupton        | 13             | Alexander Brem           |
| Matt Webb                  | Kenny Johnson       | 13             | Ole Pfennig              |
| Lieutenant Kevin Sweeney   | Aidan Quinn         | 13             | Oliver Siebeck           |
| Detective Carolina Rivera  | Elizabeth Rodriguez | 5              | Anke Kortemeier          |
| Owen Webb                  | Max Page            | 4              | Laurin Lechenmayr        |

## Ausstrahlung und Produktion
Vereinigte Staaten
Im September 2009 gab NBC eine US-Adaption zur gleichnamigen britischen Serie in Auftrag. Hank Steinberg, Schöpfer der CBS-Serie Without a Trace – Spurlos verschwunden, wurde mit der Produktion des Drehbuches für einen zweistündigen Pilotfilm beauftragt. Weitere Produzenten der Serie wurden 2010 Erwin Stoff und Paul Buccieri. Als Regisseur für den Pilotfilm sollte Mick Jackson fungieren. Das Projekt wurde gegen Ende Februar 2010 jedoch auf Eis gelegt, da keine passende Schauspielerin für die Hauptrolle gefunden wurde. Im Juli 2010 unterschrieb Universal Television einen Vertrag mit Film 44 zur Produktion der Serie. Im Frühjahr 2011 gab NBC dann die Produktion eines Drehbuches für den Pilotfilm in Auftrag. Die Hauptrolle, die im britischen Original von Oscarpreisträgerin Helen Mirren gespielt wird, bekam im Februar Maria Bello. Ende Mai 2011 erhielt die Serie grünes Licht für eine erste Staffel mit 13 Episoden. Die Serie wurde, obwohl sie in New York spielt, in Los Angeles gedreht.
Die Premiere erfolgte am 22. September 2011 bei NBC im Anschluss an den zweistündigen Comedyblock bestehend aus Community, Parks and Recreation, Das Büro und Alex und Whitney – Sex ohne Ehe. Zur Premiere schalteten knapp 6 Millionen Zuschauer ein, woraus ein Zielgruppenrating von 1,8 erreicht wurde. Bereits zur fünften ausgestrahlten Episode betrug die Einschaltquote nur noch 4 Millionen Zuschauer und ein Rating von 1,1. Trotz dieses Quotenrückgangs bestellte NBC im Oktober 2011 sechs weitere Drehbücher zur Serie, die allerdings nicht umgesetzt wurden. Im November 2011 gab NBC bekannt, keine weiteren Episoden mehr zu bestellen. Zum Serienfinale am 22. Januar 2012 wurden zwei Episoden hintereinander sonntags ausgestrahlt und erreichten mit 4,3 und 3,6 Millionen Zuschauern und einem Rating von 0,8 und 0,7 einen neuen Tiefstwert.
Deutschland
Für Deutschland hatte sich die ProSiebenSat.1 Media die Ausstrahlungsrechte gesichert. Die Ausstrahlung erfolgte vom 23. August bis zum 15. November 2013 beim dazugehörigen Free-TV-Sender Kabel eins.

## Episodenliste
| Nr. | Deutscher Titel                 | Originaltitel                | Erstausstrahlung USA | Deutschsprachige Erstausstrahlung (D) | Zuschauer (USA) |
| --- | ------------------------------- | ---------------------------- | -------------------- | ------------------------------------- | --------------- |
| 1   | Härtetest                       | Pilot                        | 22. Sep. 2011        | 23. Aug. 2013                         | 6,05 Mio.       |
| 2   | Wölfe im Schafspelz             | Carnivorous Sheep            | 29. Sep. 2011        | 23. Aug. 2013                         | 5,69 Mio.       |
| 3   | Miststück                       | Bitch                        | 6. Okt. 2011         | 30. Aug. 2013                         | 5,04 Mio.       |
| 4   | Ein toller Typ und trotzdem tot | Great Guy, Yet Dead          | 13. Okt. 2011        | 6. Sep. 2013                          | 4,60 Mio.       |
| 5   | Blumen für eine Tote            | Regrets, I’ve Had a Few      | 27. Okt. 2011        | 13. Sep. 2013                         | 4,03 Mio.       |
| 6   | Mord im Hotel                   | Shame                        | 3. Nov. 2011         | 20. Sep. 2013                         | 4,51 Mio.       |
| 7   | Kein Platz für ein Kind         | Wednesday’s Child            | 10. Nov. 2011        | 27. Sep. 2013                         | 4,86 Mio.       |
| 8   | Unter Wasser                    | Underwater                   | 17. Nov. 2011        | 4. Okt. 2013                          | 4,34 Mio.       |
| 9   | Gebrochen                       | Gone to Pieces               | 1. Dez. 2011         | 11. Okt. 2013                         | 4,69 Mio.       |
| 10  | Mosaik des Verbrechens          | A Gorgeous Mosaic            | 15. Dez. 2011        | 18. Okt. 2013                         | 3,70 Mio.       |
| 11  | Die Mauer des Schweigens        | The Great Wall of Silence    | 22. Dez. 2011        | 25. Okt. 2013                         | 4,44 Mio.       |
| 12  | Wer hat das Kommando?           | Ain’t No Sunshine            | 22. Jan. 2012        | 8. Nov. 2013                          | 4,31 Mio.       |
| 13  | Der Maulwurf                    | Stuck in the Middle with You | 22. Jan. 2012        | 15. Nov. 2013                         | 3,60 Mio.       |